# 中央社 (出版取次)
株式会社中央社（ちゅうおうしゃ）は、東京都板橋区に本社を置く、出版取次（書籍卸売業）を営む日本の企業。

## 概要
出版取次業の全国売上規模でみると、日本出版販売（日販）、トーハン、楽天ブックスネットワーク 、日教販に次いで全国5位。

## 沿革
- 1949年（昭和24年）10月-千代田区神田に創立
- 1963年（昭和38年）10月-本社を台東区蔵前へ移転
- 1965年（昭和40年）11月-教科書取次部門が、中央社の全額出資で株式会社中央本社として独立[7]
- 1985年（昭和60年）2月-本社を板橋区東坂下に移転
- 1994年（平成6年）5月-株式会社中央本社が株式会社中央社より大日本図書株式会社の全額出資となる
- 2003年（平成15年）12月-株式会社中央ブックセンターと適格合併を行う[8]

## 決算
- 新文化通信社 ニュース特集「決算」 中央社による。

| 決算期（期間）                          | 売上高        | 営業利益    | 経常利益    | 当期純利益  |                                            |
| --------------------------------------- | ------------- | ----------- | ----------- | ----------- | ------------------------------------------ |
| 28年度（2016年6月1日 - 2017年5月31日）  | 228億0600万円 | 3億0400万円 | 1億2100万円 | 1億1600万円 |                                            |
| 27年度（2015年6月1日 - 2016年5月31日）  | 231億8255万円 | 3億3774万円 | 1億5313万円 | 1億5323万円 |                                            |
| 26年度（2014年6月1日 - 2015年5月31日）  | 235億8132万円 | 3億8397万円 | 1億8543万円 | 1億4223万円 |                                            |
| 25年度（2013年6月1日 - 2014年5月31日）  | 258億5400万円 | 4億5600万円 | 2億6300万円 | 2億9200万円 |                                            |
| 24年度（2012年6月1日 - 2013年5月31日）  | 273億1900万円 | 4億4100万円 | 2億4400万円 | 2億4300万円 |                                            |
| 23年度（2011年6月1日 - 2012年5月31日）  | 272億1900万円 | 4億0500万円 | 2億4000万円 | 1億1400万円 |                                            |
| 22年度（2010年6月1日 - 2011年5月31日）  | 264億1027万円 | 3億1120万円 | 1億7083万円 | 1億5823万円 |                                            |
| 21年度（2009年6月1日 - 2010年5月31日）  | 257億8090万円 | 3億0300万円 | 1億5460万円 | 1億5400万円 |                                            |
| 20年度（2008年6月1日 - 2009年5月31日）  | 244億1130万円 | 2億1580万円 | 7320万円    | 6940万円    |                                            |
| 19年度（2007年6月1日 - 2008年5月31日）  | 262億4094万円 | 4億2322万円 | 1億3852万円 | 1億2825万円 |                                            |
| 18年度（2006年6月1日 - 2007年5月31日）  | 267億7200万円 | 4億4500万円 | 1億8200万円 | 1億7800万円 |                                            |
| 17年度（2005年6月1日 - 2006年5月31日）  | 266億4112万円 | 4億0017万円 | 1億6354万円 | 1億4369万円 |                                            |
| 16年度（2004年6月1日 - 2005年5月31日）  | 269億7000万円 | 4億7400万円 | 2億4100万円 | 2億1400万円 |                                            |
| 15年度（2003年11月1日 - 2004年5月31日） | 137億1900万円 | 1億8800万円 | 7400万円    | 8600万円    | 中央ブックセンターと適格合併による半期決算 |

## 拠点
- 本社（東京都板橋区東坂下）
- 名古屋支店（愛知県名古屋市西区）
- 関西支店（大阪府吹田市南金田）